# الکس استیونسن
الکس استیونسن (انگلیسی: Alex Stevenson؛ ۹ اوت ۱۹۱۲ – ۱۹۸۵) بازیکن و مربی فوتبال اهل ایرلند بود.
از باشگاه‌هایی که در آن بازی کرده‌است می‌توان به باشگاه فوتبال بلکپول، باشگاه فوتبال رنجرز، باشگاه فوتبال ترانمره راورز و باشگاه فوتبال اورتون اشاره کرد.